# ほんとにあった!呪いの動画
『ほんとにあった! 呪いの動画』（ほんとにあった！のろいのどうが）は、2013年（平成25年）からホラー・オリジナルビデオ・シリーズ。監督は『ほんとにあった! 呪いのビデオ16～21、71～80』『お姉チャンバラ』『×ゲーム』『アイズ』など構成・演出又は監修を務めてきた福田陽平が本シリーズの監修を行なっている。製作は株式会社ジョリー・ロジャー。
尚、『ほんとにあった! 呪いのビデオ16～22、76～81』のBGMを起用している。

## スタッフ
- 製作 - 酒匂暢彦、大橋孝史
- プロデューサー - 岡良亮、小林伸介、金子誠二郎、中村裕司
- 構成・演出 - 福田陽平
- 助監督 - 小野真由美、宮田正人、添谷梨江子
- 撮影 - 福田陽平、佐藤亮
- 撮影協力 - Entertainment Syndrome
- 編集 - 福田陽平
- 編集協力 - 坂本一雪
- ナレーション - 細身慎之介